# NGC 7155
NGC 7155 est une galaxie lenticulaire barrée située dans la constellation de l'Indien. Sa vitesse par rapport au fond diffus cosmologique est de 1 789 ± 28 km/s, ce qui correspond à une distance de Hubble de 26,4 ± 1,9 Mpc (∼86,1 millions d'al). NGC 7155 a été découverte par l'astronome britannique John Herschel en 1834. Elle fut également observée indépendamment par l'astronome américain Lewis Swift le 17 septembre 1897 et par la suite listée comme étant IC 5143 au sein de l'Index Catalogue.

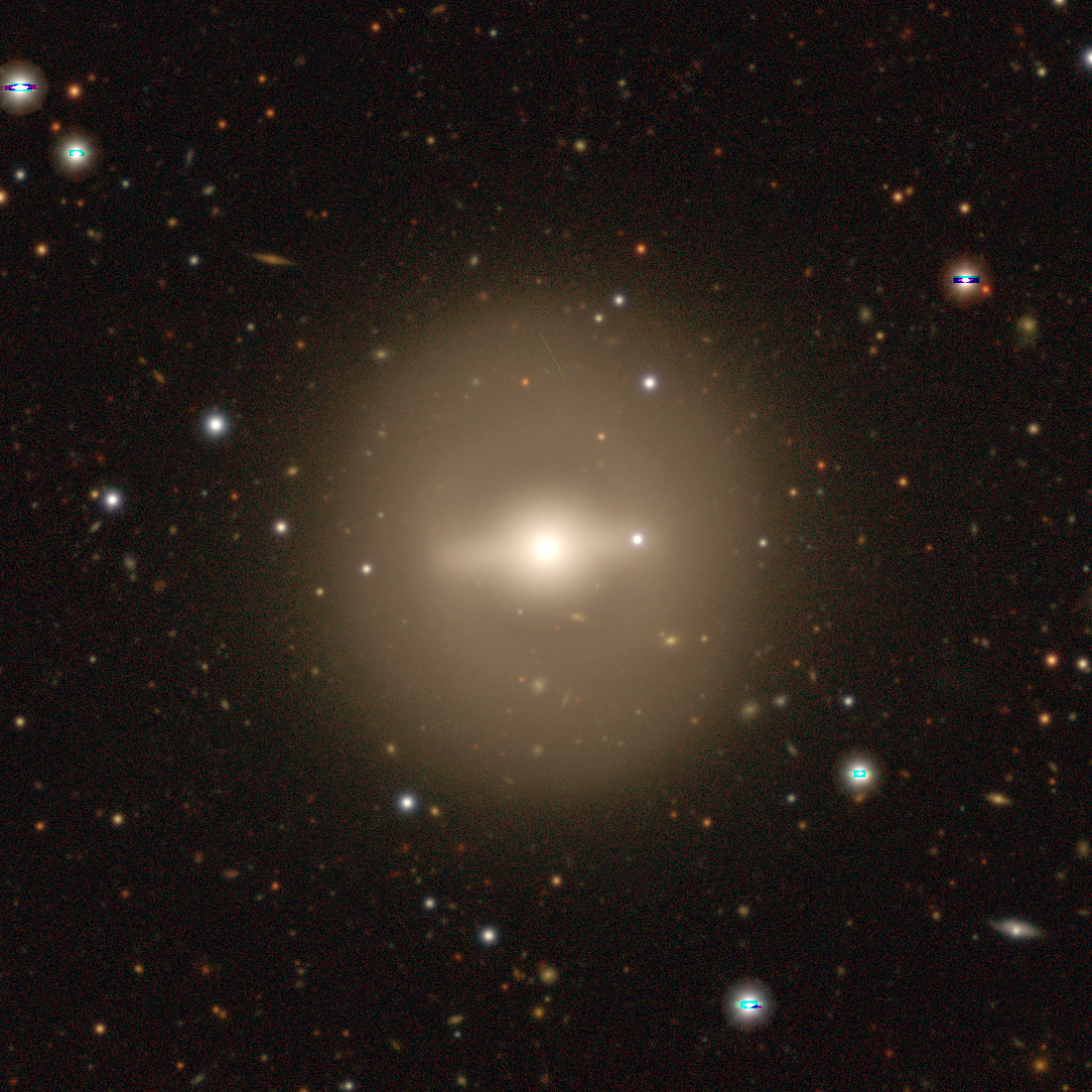
NGC 7155 par le projet « Legacy Surveys DR10 ».

À ce jour, quatre mesures non basées sur le décalage vers le rouge (redshift) donnent une distance égale à 26,375 ± 9,307 Mpc (∼86 millions d'al), ce qui est à l'intérieur des valeurs de la distance de Hubble.

## Groupe de NGC 7144
Selon A. M. Garcia NGC 7155 fait partie du groupe de NGC 7144. Ce groupe de galaxies renferme au moins cinq membres. Les autres galaxies du groupe sont NGC 7144, NGC 7145, NGC 7151 et ESO 236-35.